# Gunung Baringin (Sosa)
Gunung Baringin is een bestuurslaag in het regentschap Padang Lawas van de provincie Noord-Sumatra, Indonesië. Gunung Baringin telt 844 inwoners (volkstelling 2010).